# PGC 38
LEDA/PGC 38 , auch UGC 12893, ist eine Spiralgalaxie vom Hubble-Typ Sdm im Sternbild Pegasus nördlich des Himmelsäquators. Sie ist rund 56 Millionen Lichtjahre von der Milchstraße entfernt und hat einen Durchmesser von etwa 30.000 Lichtjahren. Vom Sonnensystem aus entfernt sich das Objekt mit einer errechneten Radialgeschwindigkeit von näherungsweise 1.100 Kilometern pro Sekunde.
Gemeinsam mit NGC 7814, NGC 14, PGC 332 und PGC 889 bildet sie die NGC 7814-Gruppe.